# Intel 8253

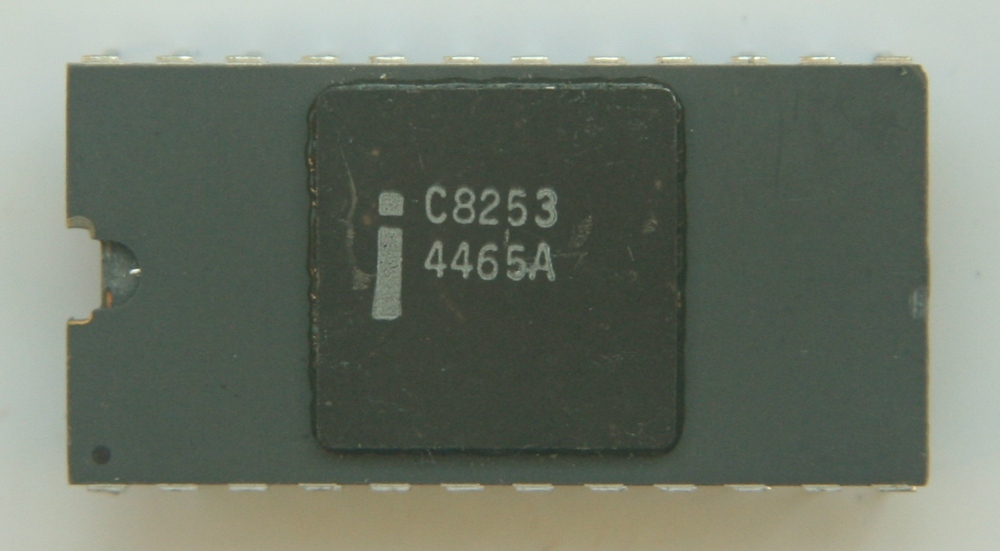
Intel C8253

O Intel 8253/8254 é um chip temporizador de intervalo programável usado para execução de funções de contagem e cronometragem, encontrado em todos os PCs x86. Hoje em dia ele não é mais propriamente um chip.
O temporizador tem três contadores, chamados canais. Cada canal pode ser programado para operar de seis modos. Uma vez programado, os canais podem executar suas tarefas independentemente. O temporizador é geralmente designado para a IRQ0 (interrupção de hardware de mais alta prioridade) por causa da função crítica que ele realiza e porque muitos outros dispositivos dependem dele.